# Boremel
Boremel (ukr. Боремель) – wieś na Ukrainie, w obwodzie rówieńskim,  w rejonie demidowskim, nad Zbiornikiem Chrynickim, siedziba hromady. W 2001 roku liczyła 989 mieszkańców.

## Historia
Pierwsza wzmianka o miejscowości pochodzi z 1366 roku. 
Podczas powstania listopadowego, 18–19 kwietnia 1831 w okolicy Boremla doszło do bitwy dywizji generała Dwernickiego z dywizją wojsk rosyjskich generała Rüdigera.
W II Rzeczypospolitej miejscowość była siedzibą gminy wiejskiej Boremel w powiecie dubieńskim województwa wołyńskiego. 
Podczas okupacji hitlerowskiej, w maju 1942 roku Niemcy utworzyli getto dla żydowskich mieszkańców. Przebywało w nim około 800 osób. W październiku 1942 roku Niemcy zlikwidowali getto, a Żydów zamordowali. 
W miejscowości w 1782 urodził się Wincenty Krasiński – polski hrabia, założyciel i I ordynat opinogórski, polski generał w czasie wojen napoleońskich, pełnił obowiązki Namiestnika Królestwa Polskiego.
W Boremlu urodził się też dr Wadiusz Kiesz (1924-2010) – polski lekarz, ordynator szpitala w Starachowicach, autor wspomnień "Od Boremla do Chicago". Jego imię nosi starachowicki oddział  Polsko-Amerykańskich Klinik Serca.

## Zabytki
- pałac – wybudowany pod koniec XVIII w. przez Franciszka Czackiego. 1 grudnia 1781 r. jadący z Kamieńca król Polski Stanisław August Poniatowski był wystawnie podejmowany przez właściciela w nowo zbudowanym pałacu. Obiekt został zburzony 18–19 kwietnia 1831 podczas bitwy pod Boremlem[4].
- zamek – po dawnym zamku, którego ruiny istniały jeszcze pod koniec XIX w.[4], nie ocalały żadne materialne dowody[5].
- kościół katolicki – zbudowany w 1782 roku przez Kunegundę z Sanguszków i Franciszka Czackich. W 1830 r. zamknięty przez władze carskie i przekazany prawosławnym, odzyskany ponownie w 1920 r.[6] W czasie II wojny światowej ponownie przejęty przez prawosławnych. W 1943 uszkodzony przez UPA. Po wojnie zamieniony w klub, został rozebrany w 1955 roku. Znajdował się w nim „Prawdziwy wizerunek Pana Jezusa Boromelskiego na Wołyniu, który w roku 1773 z sam dzień wielkanocny krwawemi łzami płakał i po dziś dzień słynie cudami”. Obraz zaginął, prawdopodobnie po 1840 r. został wywieziony przez ostatniego proboszcza do kościoła w Tajkurach[6], według innych źródeł – do kościoła w Łysinie lub cerkwi zbudowanej przez Czackich w 1786[7]. O jego dalszych losach nic nie wiadomo. Kopia obrazu znajduje się w kościele Matki Bożej Zwycięskiej w Warszawie na Kamionku. Gazeta Warszawska. 1785, nr 66 podaje, że obraz został umieszczony w nowo wybudowanej cerkwi już 4 sierpnia roku 1785[8].